# مارک-کانیان کاز
مارک-کانیان کاز (فرانسوی: Marc-Kanyan Case‎؛ زادهٔ ۱۴ سپتامبر ۱۹۴۲) بازیکن فوتبال اهل فرانسه بود.
از باشگاه‌هایی که در آن بازی کرده‌است می‌توان به باشگاه فوتبال نیم المپیک و باشگاه فوتبال باستیا اشاره کرد.
وی همچنین در تیم ملی فوتبال فرانسه بازی کرده‌است.